# Pellaea rinorensis
Pellaea rinorensis är en kantbräkenväxtart som beskrevs av Cornelis Rugier Willem Karel van Alderwerelt van Rosenburgh. Pellaea rinorensis ingår i släktet Pellaea och familjen Pteridaceae. Inga underarter finns listade.